# Colobognatha
Colobognatha — підтерклас багатоніжок класу двопарноногих (Diplopoda). Містить чотири ряди: Platydesmida, Polyzoniida, Siphonocryptida та Siphonophorida.

## Опис
Колобогнати об'єднані декількома загальними рисами (синапоморфіями). У самців є дві пари простих гонопод, схожих на ноги, які складаються із задньої пари ніг 7-го сегмента тіла та передньої пари ніг 8-го сегмента. Вони мають трубчасті захисні залози, які відкриваються з боків тіла, і не мають пальпоподібних структур на їхніх гнатохіляріях. Інші ознаки колобогнатів, але не виключно, включають виразно вузьку голову, відсутність органів Темешварі та не більше двох пар оцелій.

## Поширення
Ці багатоніжки трапляються на всіх континентах, крім Антарктиди. У Північній Азії вони перетинають Полярне коло. На південь вони простягаються до півдня Чилі, південноафриканського Західного Кейпу та новозеландських островів Окленд. Це єдині представники з інфракласу Helminthomorpha, знайдені на південноатлантичному острові Святої Єлени. Вони не виявлені на Близькому Сході, Аравійському півострові, більшій частині Африки, майже у всій Центральній Азії, більшій частині Канади, в Аргентині та Уругваї.